# 革新 (日本)
革新（かくしん）是日本政治中的常用术语，可译作改革、进步。就其字面意义而言，意味着创新，将现有的东西改变为看起来更合适的东西。

## 简介
这一术语在日本二战前和二战后的涵义有较大区别。戦前，日本的右翼勢力被称为「革新派」、「革新官僚」、「革新右翼」等。戦後，日本社会党和日本共産党等左翼勢力被称为「革新政党」、「革新勢力」、「革新統一」、「革新自治体」等。
传统政治学认为，革新与左翼、社会主義、共産主義或社会自由主義、社会民主主義相关联。
类似的术语还有改革和创新（新機軸；イノベーション）。
革新有时也作为英语中进步主义（progressive或progressivism）的日语翻译。

## 历史
二战前的革新势力指的是1930年代後半所谓“革新官僚”，他们主张向着国家統制和国家主導的社会主義的改革。此外、右翼中一些保守主义思想家，熟悉日本国学，受到社会主义思潮影响，形成了一个信奉国家社会主义的“革新右翼”群体。
战后，革新一词被重新定义。1955年11月15日自由党与日本民主党合并为自民党，史称“保守合并”，形成55年体制。 现实政治舞台上的“革新”一词，与日本社会党和日本共产党共同支持的美浓部良吉在1967年东京都知事选举中与时任知事蜷川虎三的选举有关。当时，“革新自治体”这个词已经被广泛使用。 
1971年的统一地方选举，在社会党和共产党的共同努力下，各地都诞生了新的革新派领导人，包括东京的美浓部和横滨的明日方，大阪的黑田良一，川崎的伊藤三郎。在都道府县议会选举中，日本共产党获得的席位超过新公明党和民社党。1972年大选，共产党一跃成为第二大在野党。 除了统一地方选举期间，在埼玉、滋贺、冈山、香川等都道府县，以及名古屋、神户等政令指定市，革新派人士也当选了。 这一结果使公明党的战略发生了变化，甚至一度主张废除日美安保条约。“革新”一词是根据对大公司对安全条约和污染问题的监管态度来衡量的，这在当时是一个问题。
20世纪70年代后半期，在地方政治方面，“革新自治体”政府政策基础是通过提高福利来稳定民政，由于经济增长放缓导致地方政府税收不稳定，变得困难重重。一些地方政府陷入了导致财政崩溃的境地，“革新自治体”地方政府难以为继。 此外，1980年1月，社会党与公明党的政府协议明确表示，日本共产党将不被纳入政府谈判范围。
正是基于这样的背景，以朝日新闻为首的每日新闻、中日新闻等自由派大众媒体，用“革新”一词来指代左翼力量。与之相对，产经新闻等保守派大众媒体倾向于使用“左翼”一词而不是“革新”，并将“革新”的对立阵营称为“保守”而不是“右翼”。
1955年的冷战政权于1993年8月9日解体，细川内阁成立。1993年以后，革新势力衰落，小政党屡屡解散解散。作为过去几十年的延续，将社会民主党和共产党（以及冲绳社会大众党）称为“革新”的习惯在媒体上仍然可见。 
2014年成立的维新党和2016年成立的日本维新会，英文译名可以称为“日本创新党”，但从传统政治学的角度来看，不属于“革新”派。此外，2012年成立的日本维新党，其英文名称（Japan Restoration Party）中并没有包含“革新”的英文单词。